# Boye Mafe
Adeboye Mafe (Golden Valley, Minnesota, 30 de noviembre de 1998) más conocido como Boye Mafe, es un jugador profesional estadounidense de fútbol americano, se desempeña en la posición de linebacker en Seattle Seahawks, en la National Football League (NFL).

## Carrera
Fue seleccionado en la Reunión Anual de Selección de Jugadores de la NFL de 2022. Hizo su debut profesional con el equipo Seattle Seahawks, lleva jugando dos temporadas.